# Lijst van hoogste gebouwen van Seattle
Dit is een lijst van hoogste gebouwen van Seattle.

## Lijst
In deze lijst staan alle voltooide gebouwen in Seattle, die hoger zijn dan 100 meter. In deze lijst worden uitsluitend gebouwen vermeld en geen zendmasten en dergelijke. De 184 m hoge observatietoren Space Needle komt dus niet in onderstaand lijstje voor.
| №  | Naam                               | Afbeelding | Hoogte (excl. masten) | Hoogte (incl. masten) | Verdiepingen (bovengronds) | Voltooid | Opmerkingen                                  |
| -- | ---------------------------------- | ---------- | --------------------- | --------------------- | -------------------------- | -------- | -------------------------------------------- |
| 1  | Columbia Center                    |            | 284,2 m               | 294,7 m               | 76                         | 1985     | Hoogste gebouw van Seattle sinds 1985        |
| 2  | 1201 Third Avenue                  |            | 235,3 m               | 235,3 m               | 55                         | 1988     |                                              |
| 3  | Two Union Square                   |            | 225,6 m               | 242,9 m               | 56                         | 1989     |                                              |
| 4  | Seattle Municipal Tower            |            | 220,1 m               | 220,1 m               | 62                         | 1990     |                                              |
| 5  | Safeco Plaza                       |            | 192 m                 | 192 m                 | 50                         | 1969     | Hoogste gebouw van Seattle van 1969 tot 1985 |
| 6  | Russell Investments Center         |            | 182,2 m               | 182,2 m               | 42                         | 2006     |                                              |
| 7  | City Centre                        |            | 176,8 m               | 184,8 m               | 44                         | 1989     |                                              |
| 8  | Wells Fargo Center                 |            | 175 m                 | 175 m                 | 47                         | 1983     |                                              |
| 9  | Bank of America Fifth Avenue Plaza |            | 165,5 m               | 165,5 m               | 42                         | 1981     |                                              |
| 10 | 901 Fifth Avenue Building          |            | 163,3 m               | 163,3 m               | 41                         | 1973     |                                              |
| 11 | Rainier Tower                      |            | 156,7 m               | 156,7 m               | 31                         | 1977     |                                              |
| 12 | Fourth and Madison Building        |            | 156,1 m               | 156,1 m               | 40                         | 2002     |                                              |
| 13 | 1918 Eighth Avenue                 |            | 152,4 m               | 152,4 m               | 36                         | 2009     |                                              |
| 14 | Qwest Plaza                        |            | 151,8 m               | 151,8 m               | 33                         | 1976     |                                              |
| 15 | 1000 Second Avenue                 |            | 150,3 m               | 150,3 m               | 43                         | 1987     |                                              |
| 16 | Henry M. Jackson Federal Building  |            | 148,4 m               | 148,4 m               | 37                         | 1974     |                                              |
| 17 | Smith Tower                        |            | 140,8 m               | 147,5 m               | 38                         | 1914     | Hoogste gebouw van Seattle van 1914 tot 1969 |
| 18 | One Union Square                   |            | 139 m                 | 139 m                 | 36                         | 1981     |                                              |
| 19 | Olive 8                            |            | 138,7 m               | 138,7 m               | 39                         | 2009     |                                              |
| 20 | 1111 Third Avenue                  |            | 138,4 m               | 138,4 m               | 34                         | 1980     |                                              |
| 21 | Westin Seattle (noordelijke toren) |            | 137 m                 | 137 m                 | 44                         | 1982     |                                              |
| 22 | Fifteen Twenty-One Second Avenue   |            | 134,1 m               | 134,1 m               | 36                         | 2008     |                                              |
| 23 | Westin Building                    |            | 124,7 m               | 124,7 m               | 34                         | 1981     |                                              |
| 24 | Aspira                             |            | 121,9 m               | 121,9 m               | 37                         | 2009     |                                              |
| 25 | Westin Seattle (zuidelijke toren)  |            | 121 m                 | 121 m                 | 40                         | 1969     |                                              |
| 26 | United States Federal Courthouse   |            | 118,9 m               | 118,9 m               | 23                         | 2004     |                                              |
| 27 | Financial Center                   |            | 118,6 m               | 118,6 m               | 28                         | 1972     |                                              |
| 28 | Century Square                     |            | 116,1 m               | 116,1 m               | 30                         | 1986     |                                              |
| 29 | Sheraton Seattle                   |            | 113,1 m               | 113,1 m               | 34                         | 1982     |                                              |
| 30 | West Eight                         |            | 109,7 m               | 109,7 m               | 28                         | 2009     |                                              |
| 31 | 520 Pike Tower                     |            | 109,7 m               | 109,7 m               | 29                         | 1983     |                                              |
| 32 | Crowne Plaza Hotel                 |            | 107 m                 | 107 m                 | 34                         | 1980     |                                              |
| 33 | First Hill Plaza                   |            | 106,4 m               | 106,4 m               | 33                         | 1982     |                                              |
| 33 | Continental Place Plaza            |            | 106,4 m               | 106,4 m               | 34                         | 1981     |                                              |
| 35 | Westlake Center                    |            | 105 m                 | 105 m                 | 25                         | 1988     |                                              |
| 35 | Sedgwick James Building            |            | 105 m                 | 105 m                 | 25                         | 1979     |                                              |
| 37 | One Convention Place               |            | 103,3 m               | 103,3 m               | 22                         | 2001     |                                              |
| 38 | Escala                             |            | 100,6 m               | 100,6 m               | 30                         | 2009     |                                              |
| 38 | Cosmopolitan                       |            | 100,6 m               | 100,6 m               | 33                         | 2007     |                                              |